# Número de Prandtl turbulento
El número turbulento Prandtl (Prt) es un término adimensional definido como la relación entre el momento difusividad Eddy y la difusividad del remolino de transferencia de calor.  Es útil para resolver el problema de los flujos turbulentos de la capa límite. El modelo más simple para Prt es la analogía de Reynolds, que arroja un número turbulento de Prandtl próximos o iguales a 1. A partir de datos experimentales, Prt tiene un valor promedio de 0,85, que oscila entre los valores de 0,7 y los de 0,9, dependiendo del  número de Prandtl de cada uno de los fluidos de los que se trate.

## Definición
La introducción de la difusividad de Eddy y, posteriormente, el número turbulento de Prandtl funciona como una forma de definir una relación simple entre la tensión de corte adicional y el flujo de calor presente en el  flujo turbulento. Si el momento y las difusividades de los remolinos térmicos son «cero» (sin tensión de cizallamiento ni flujo de calor turbulentos aparentes), las ecuaciones de flujo turbulento se reducen a las ecuaciones laminares. Podemos definir las difusividades de Eddy para la transferencia de momento {\displaystyle \varepsilon _{M}} y transferencia de calor {\displaystyle \varepsilon _{H}} como sigue.
El Número de Prandtl turbulento se define entonces como:
| Símbolo                             | Nombre                                       | Fórmula                                                                                       |
| ----------------------------------- | -------------------------------------------- | --------------------------------------------------------------------------------------------- |
| {\displaystyle \mathrm {Pr_{t}} }   | Número de Prandtl turbulento                 |                                                                                               |
| {\displaystyle \varepsilon _{M}}    | Transferencia de momento                     | {\displaystyle -{\overline {u'v'}}=\varepsilon _{M}{\frac {\partial {\bar {u}}}{\partial y}}} |
| {\displaystyle -{\overline {u'v'}}} | Tensión de cizallamiento turbulenta aparente | {\displaystyle -{\overline {u'v'}}=\varepsilon _{M}{\frac {\partial {\bar {u}}}{\partial y}}} |
| {\displaystyle \varepsilon _{H}}    | Transferencia de calor                       | {\displaystyle -{\overline {v'T'}}=\varepsilon _{H}{\frac {\partial {\bar {T}}}{\partial y}}} |
| {\displaystyle -{\overline {v'T'}}} | Flujo de calor turbulento aparente           | {\displaystyle -{\overline {v'T'}}=\varepsilon _{H}{\frac {\partial {\bar {T}}}{\partial y}}} |

Se ha demostrado que el número turbulento de Prandtl no es generalmente igual a la unidad (por ejemplo, Malhotra y Kang, 1984; Kays, 1994; McEligot y Taylor, 1996; y Churchill, 2002). Es una función importante del número de Prandtl molecular entre otros parámetros y la Analogía de Reynolds no es aplicable cuando el número de Prandtl molecular difiere significativamente de la unidad según lo determinado por Malhotra y Kang; y elaborado por McEligot y Taylor y Churchill.

## Aplicación
La ecuación de la capa límite de momento turbulento es: 
{\displaystyle {\bar {u}}{\frac {\partial {\bar {u}}}{\partial x}}+{\bar {v}}{\frac {\partial {\bar {u}}}{\partial y}}=-{\frac {1}{\rho }}{\frac {d{\bar {P}}}{dx}}+{\frac {\partial }{\partial y}}\left[(\nu {\frac {\partial {\bar {u}}}{\partial y}}-{\overline {u'v'}})\right].}

La ecuación de la capa límite térmica turbulenta es:
{\displaystyle {\bar {u}}{\frac {\partial {\bar {T}}}{\partial x}}+{\bar {v}}{\frac {\partial {\bar {T}}}{\partial y}}={\frac {\partial }{\partial y}}\left(\alpha {\frac {\partial {\bar {T}}}{\partial y}}-{\overline {v'T'}}\right).}
Sustituyendo las difusividades de Eddy en el momento y los rendimientos de las ecuaciones térmicas se obtienen las siguientes ecuaciones:
- {\displaystyle {\bar {u}}{\frac {\partial {\bar {u}}}{\partial x}}+{\bar {v}}{\frac {\partial {\bar {u}}}{\partial y}}=-{\frac {1}{\rho }}{\frac {d{\bar {P}}}{dx}}+{\frac {\partial }{\partial y}}\left[(\nu +\varepsilon _{M}){\frac {\partial {\bar {u}}}{\partial y}}\right]}
- {\displaystyle {\bar {u}}{\frac {\partial {\bar {T}}}{\partial x}}+{\bar {v}}{\frac {\partial {\bar {T}}}{\partial y}}={\frac {\partial }{\partial y}}\left[(\alpha +\varepsilon _{H}){\frac {\partial {\bar {T}}}{\partial y}}\right].}

Sustituyendo en la ecuación térmica —la segunda de las dos anteriores— el número turbulento de Prandtl, que es {\displaystyle \mathrm {Pr} _{\mathrm {t} }={\frac {\varepsilon _{M}}{\varepsilon _{H}}}.}
Despejando  {\displaystyle {\varepsilon _{H}}} y sustituyéndola en esta segunda ecuación, 
- {\displaystyle {\bar {u}}{\frac {\partial {\bar {T}}}{\partial x}}+{\bar {v}}{\frac {\partial {\bar {T}}}{\partial y}}={\frac {\partial }{\partial y}}\left[(\alpha +{\frac {\varepsilon _{M}}{\mathrm {Pr} _{\mathrm {t} }}}){\frac {\partial {\bar {T}}}{\partial y}}\right].}

## Consecuencias
En el caso especial de que el número de Prandtl y el número turbulento de Prandtl sean iguales, como en la analogía de Reynolds, el perfil de velocidades y el perfil de temperaturas son idénticos. Esto simplifica enormemente la solución del problema de la transferencia de calor. Si el número de Prandtl y el número turbulento de Prandtl son diferentes de la unidad, entonces una solución es posible conociendo el número turbulento de Prandtl para poder resolver el momento y las ecuaciones térmicas.
En un caso general de turbulencia tridimensional, los conceptos de viscosidad y difusividad de eddy no son válidos y, en consecuencia, el turbulento número de Prandtl no tiene sentido.